# Podul Bizetz din Giurgiu
Podul Bizetz din Giurgiu este un monument istoric aflat pe teritoriul municipiului Giurgiu.

## Galerie

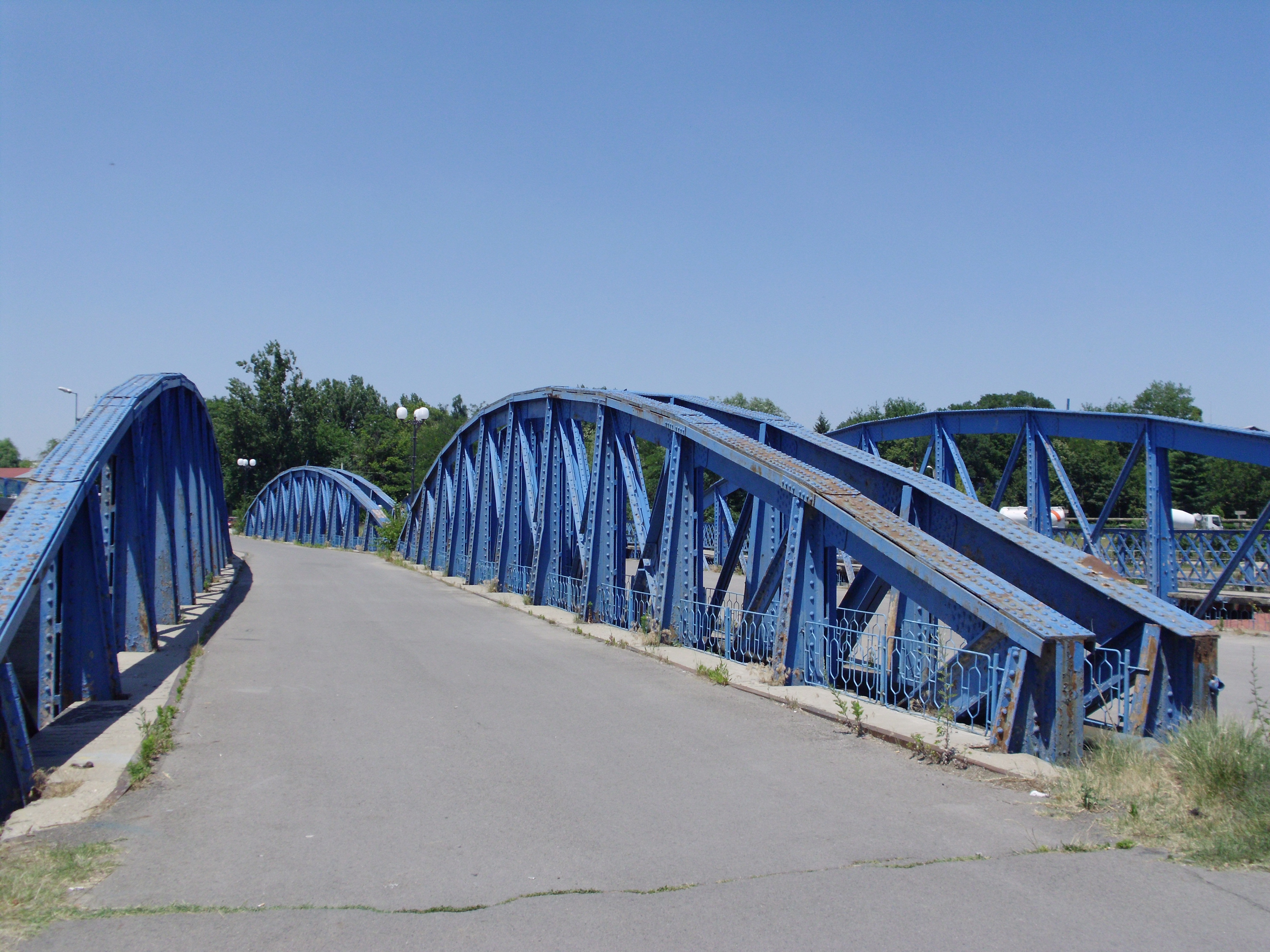
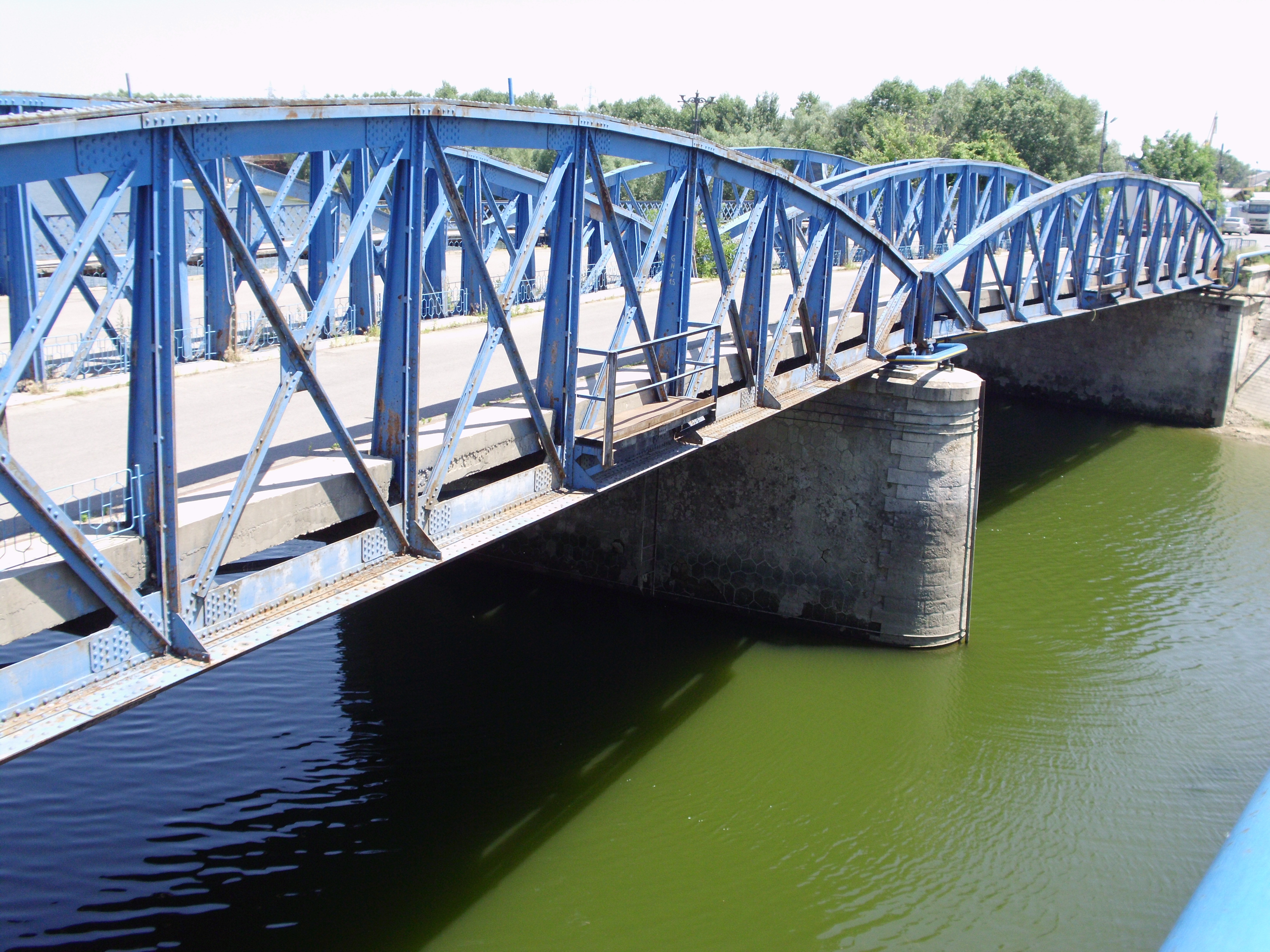
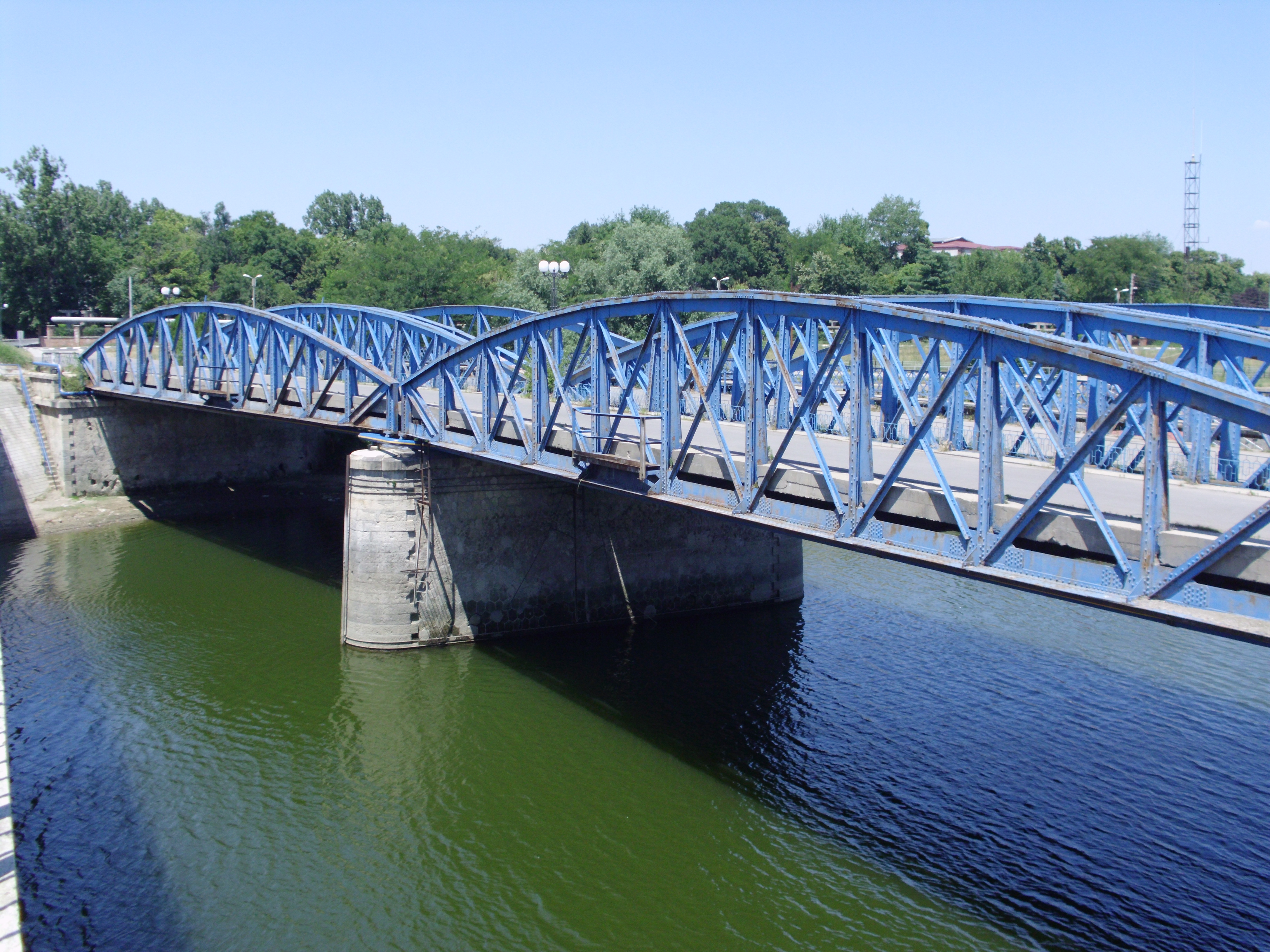
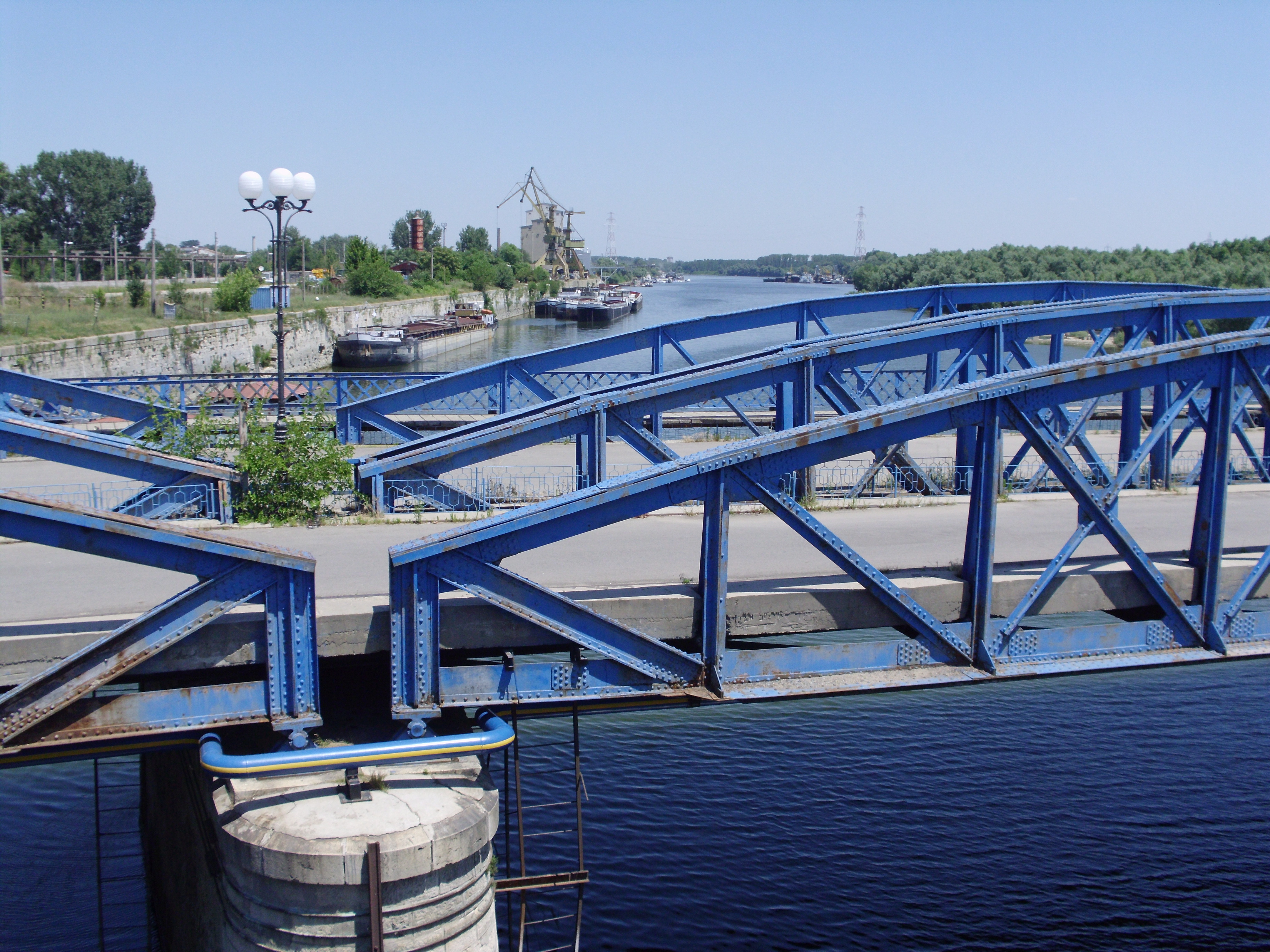
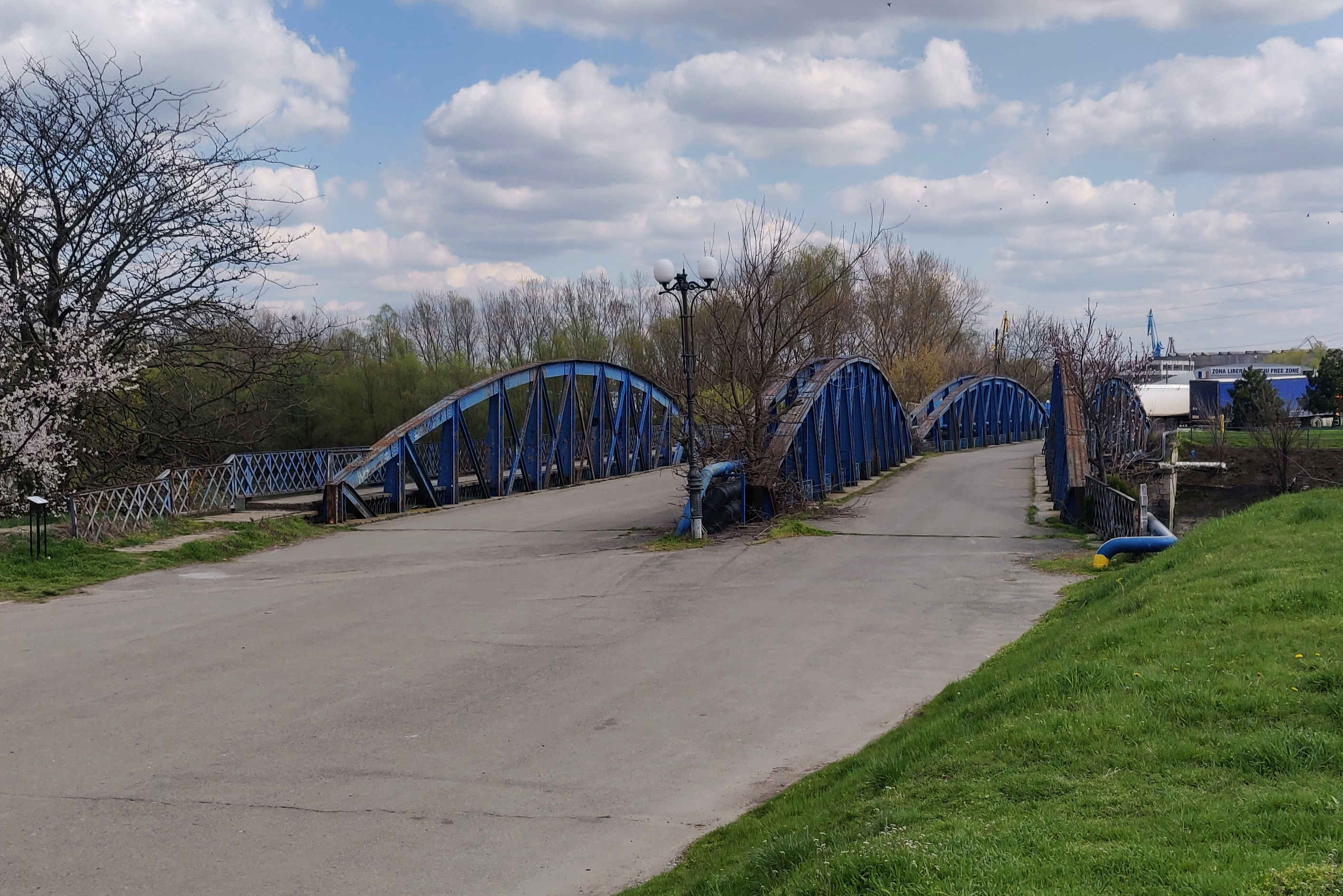